# Uyên Cái Tô Văn
Uyên Cái Tô Văn (Hangul: Yeon Gaesomun, 603–666), một số nguồn phiên nhầm thành Cáp Tô Văn, là quyền thần, nhà quân sự kiệt xuất của Cao Câu Ly, có công lãnh đạo quân dân Cao Câu Ly chống lại nhà Đường. Thất bại trước Uyên Cái Tô Văn là thất bại quân sự duy nhất của Đường Thái Tông.
Tuy nhiên, nhiều sử gia Triều Tiên cho rằng sự lộng quyền và lấn át vua của Uyên Cái Tô Văn là nguyên nhân khiến cho Cao Câu Ly suy tàn và bị Đường Cao Tông tiêu diệt hai năm sau khi Cái Tô Văn chết.
Dù vậy, chiến công của ông đã khơi dậy tinh thần dân tộc của người Triều Tiên, nhất là vào cuối thế kỷ XIX đầu thế kỷ XX - khi Triều Tiên bị Nhật Bản xâm lược.

## Tiểu sử
Uyên Cái Tô Văn sinh ra trong một gia tộc môn phiệt họ Uyên. Ông của Cái Tô Văn là Uyên Tử Du (Yeon Ja-yu) và cha là Uyên Thái Tộ (Yeon Taejo) đều làm Mạc li chi (như Tể tướng).
Tư liệu về Uyên Cái Tô Văn chủ yếu là Tam quốc sử ký, Tân Đường Thư và văn bia ở mộ của hai con trai ông là Uyên Nam Sinh và Uyên Nam Sản. Sách sử của nhà Đường đổi họ của ông từ Uyên thành Tuyền để tránh phạm húy Đường Cao Tổ (Lý Uyên). Sách sử Nhật Bản là Nhật Bản thư kỷ (Nihon Shoki) gọi ông là Iri Kasumi (伊梨柯須彌; Y Lê Kha Tu Di).
Lo lắng trước thế lực ngày một lớn của Uyên Cái Tô Văn, vua Cao Câu Ly lúc đó là Vinh Lưu Vương cùng một số cận thần mưu toan bắt ông vào lễ tấn phong ông làm Đông Đô đại nhân. Biết được kế hoạch của vua, Uyên Cái Tô Văn đã tấn công và giết vua Vinh Lưu Vương. Sử nhà Đường và sử Triều Tiên ghi rằng người của ông đã không cho thực hiện lễ tang cho nhà vua bị sát hại. Uyên Cái Tô Văn đưa cháu họ của Vinh Lưu Vương là Bảo Tạng Vương lên làm vua. Còn bản thân ông tự xưng là Đại mạc li chi và trở thành người cai trị Cao Câu Ly trên thực tế cho đến tận năm 666 - khi ông qua đời.
Chiến thắng của ông và quân dân Cao Câu Ly là một sự kiện lịch sử quan trọng ở Đông Bắc Á, dẫn tới sự liên minh giữa nhà Đường và Tân La. Mâu thuẫn nội bộ của Cao Câu Ly một phần do Uyên Cái Tô Văn gây ra và liên minh Đường - Tân La là nguyên nhân dẫn tới Cao Câu Ly sụp đổ, giúp Tân La thống nhất bán đảo Triều Tiên.